# Chrystus miasta (album Buldoga)
Chrystus miasta – druga płyta długogrająca formacji Buldog, wydana 19 kwietnia 2010 samodzielnie przez zespół. Na płycie znajdują się interpretacje tekstów Juliana Tuwima, Stanisława Barańczaka i Leopolda Staffa oraz jeden tekst wokalisty Buldoga, Tomasza Kłaptocza. Płytę nagrywano w studiu DR w Wiśle w dniach 7–13, 21, 22 grudnia 2009, miksowano w studiu Elektra w Warszawie. To pierwsza płyta nagrana z nowym wokalistą, Tomaszem Kłaptoczem, który zastąpił Kazika Staszewskiego.

## Lista utworów
1. „Chrystus miasta” (J. Tuwim / Buldog)
2. „Do generałów” (J. Tuwim / Buldog)
3. „Nędza” (J. Tuwim / Buldog)
4. „Prośba” (J. Tuwim / Buldog)
5. „Kamienice” (J. Tuwim / Buldog)
6. „Mieszkańcy” (J. Tuwim / Buldog)
7. „Ostry erotyk” (J. Tuwim / Buldog)
8. „O chorym synku” (J. Tuwim / Buldog)
9. „Tekst do wygrawerowania na nierdzewnej bransoletce, noszonej stale na przegubie na wypadek nagłego zaniku pamięci” (St. Barańczak / Buldog)
10. „To nie jest moja ziemia” (T. Kłaptocz / Buldog)
11. „XI” (St. Barańczak / Buldog)
12. „Ty” (J. Tuwim / Buldog)
13. „Deszcz jesienny” (L. Staff / Buldog)

## Twórcy
| - Piotr Wieteska – gitara basowa, miksowanie, producent - Wojciech Jabłoński – gitara, miksowanie - Syn Stanisława – instrumenty klawiszowe - Adam Swędera – perkusja - Tomasz Kłaptocz – wokal - Janusz Zdunek – trąbka - Tomasz Glazik – saksofon tenorowy i barytonowy - DJ George – gramofony, scratching - Ala Gadomska – waltornia - Jarosław Ważny – puzon - Adam Toczko – realizacja, miksowanie - JG Master Lab Jacek Gawłowski – mastering | - Marcin Stanclik – altówka - Robert Koźbiał – altówka - Piotr Puszyński – altówka - Natalia Pinkas – altówka - Zofia Wróbel – altówka - Joanna Majcherczyk – wiolonczela - Dagmara Jachimowska – wiolonczela - Agata Socha – wiolonczela - Elżbieta Koźbiał – wiolonczela - Dariusz Dudziński – wiolonczela - Filip Rzytka – wiolonczela |